# Liste der Kulturdenkmäler in Traisen (Nahe)
In der Liste der Kulturdenkmäler in Traisen sind alle Kulturdenkmäler der rheinland-pfälzischen Ortsgemeinde Traisen aufgeführt. Grundlage ist die Denkmalliste des Landes Rheinland-Pfalz (Stand: 2. August 2023).

## Einzeldenkmäler
| Bezeichnung         | Lage                               | Baujahr                           | Beschreibung | Bild                           |
| ------------------- | ---------------------------------- | --------------------------------- | --- | ------------------------------ |
| Wohnhaus            | Gartenstraße 9 Lage                | um 1900                           | späthistoristisches villenartiges Wohnhaus, um 1900, Loggien eventuell aus den 1920er Jahren                              | weitere Bilder Fotos hochladen |
| Wohnhaus            | Hauptstraße 2 Lage                 | 1888                              | Wohnhaus eines Weingutes; spätklassizistischer Mansarddachbau mit Kniestock, bezeichnet 1888                              | weitere Bilder Fotos hochladen |
| Evangelische Kirche | Kirchstraße Lage                   | 14. oder 15. Jahrhundert          | ehemals St. Laurentius; Saalbau, im Kern spätgotisch, 14. oder 15. Jahrhundert, Chor um 1700, neugotischer Westturm, 1878 | weitere Bilder Fotos hochladen |
| Kriegerdenkmal      | Kirchstraße, auf dem Friedhof Lage | um 1920                           | Kriegerdenkmal 1914/18, reliefierte Kunststeinstele, 1920er Jahre                                                         | weitere Bilder Fotos hochladen |
| Grabstein           | Kirchstraße, auf dem Friedhof Lage | um 1917                           | Grabstein Ullrich, reliefierte Ädikula, Kunststein, 1917                                                                  | weitere Bilder Fotos hochladen |
| Wohnhaus            | Kirchstraße 15 Lage                | erste Hälfte des 19. Jahrhunderts | massives Kleinhaus unterhalb der Kirche, erste Hälfte des 19. Jahrhunderts                                                | weitere Bilder Fotos hochladen |
| Hofanlage           | Krummgasse 10 Lage                 | 16. Jahrhundert                   | Hofanlage; massives Wohnhaus, im Kern aus dem 16. Jahrhundert, um 1800 überformt                                          | weitere Bilder Fotos hochladen |